# Christina Boyd
Christina-Ann Boyd (ur. 13 lipca 1957, zm. 6 października 2008) – australijska judoczka.
Brązowa medalistka mistrzostw świata w 1982 i 1984. Zdobyła pięć medali mistrzostw Oceanii w latach 1975 - 1985. Mistrzyni Australii w latach 1974 i 1977-1985.